# Wymysoojs

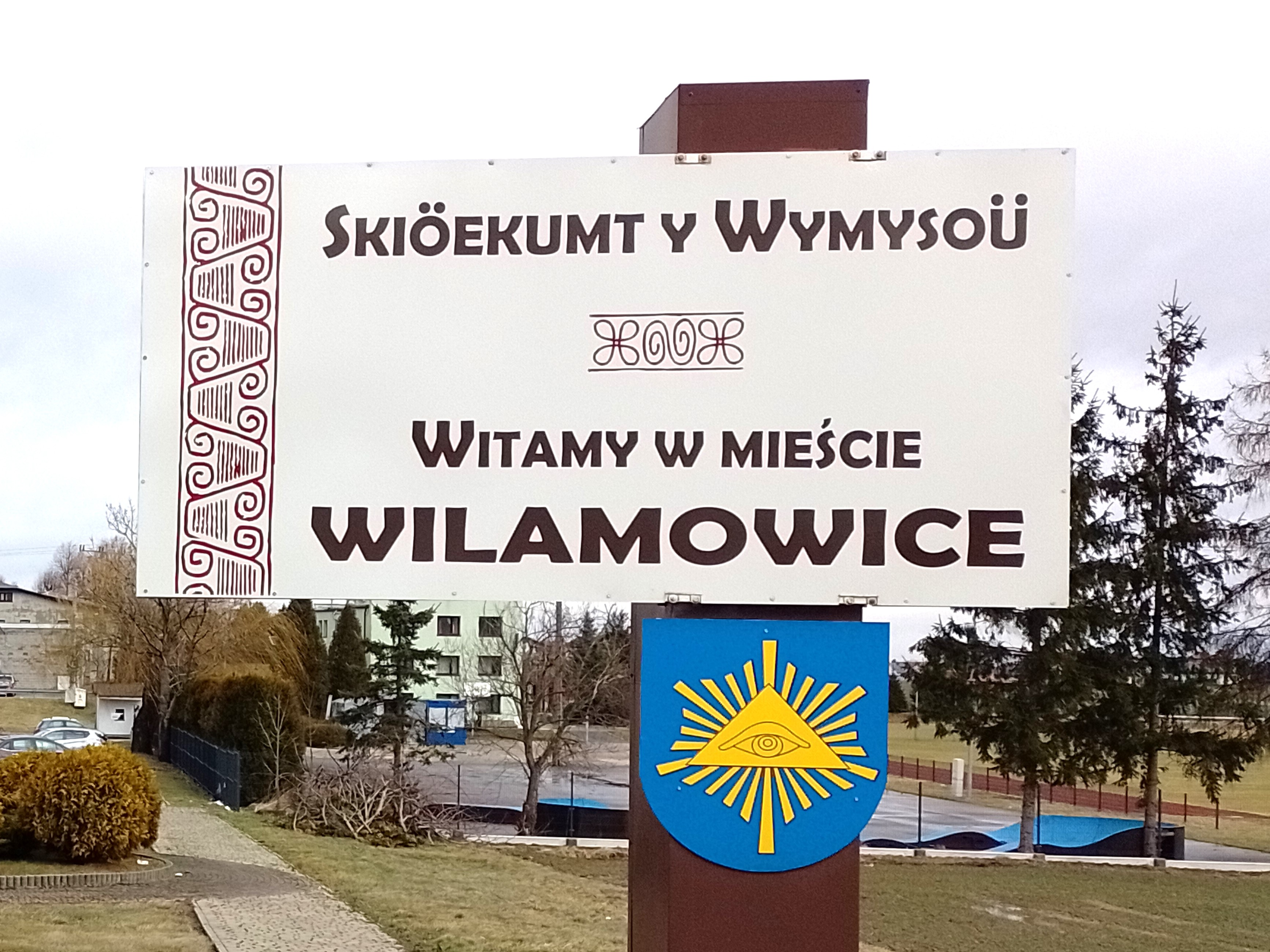
Welkom in Wilamowice in het Wymysoojs en het Pools

Wymysoojs (Duits: Wilmesaurisch, Pools: język wilamowski, Wymysoojs: Wymysöryś) is een West-Germaanse taal of een dialect van de Hoogduitse taal in de kleine stad Wilamowice (Wymysau, Wymysoü in het Wymysoojs), op de grens van Klein-Polen en Silezië in Polen. Wymysoojs is beïnvloed door het Platduits, Hoogduits, Nederlands en Pools.
Volgens een artikel in De Standaard uit 2012 waren er toen nog maar zestig sprekers die het Wymysoojs machtig zijn, van wie de meesten ouder dan tachtig. De taal staat dan ook op uitsterven. De UNESCO spant zich in voor uitstervende talen als onderdeel van het vluchtig cultureel erfgoed van de mensheid.
Sinds 2016 lijkt de taal een opleving door te maken.

## Alfabet
Het Wymysoojs wordt geschreven met het Latijnse alfabet. Het Wymysoojs alfabet telt 34 letters en luidt als volgt:
| a | ao | b | c | ć | d | e | f | g | h | i | j | k | ł | l | m | n | ń | o | ö | p | q | r | s | ś | t | u | ü | v | w | y | z | ź | ż |
| A | AO | B | C | Ć | D | E | F | G | H | I | J | K | Ł | L | M | N | Ń | O | Ö | P | Q | R | S | Ś | T | U | Ü | V | W | Y | Z | Ź | Ż |

## Kort woordenboek
Een kort woordenboek van Wymysoojs met Duitse, Nederlandse, Friese en Engelse vertalingen. Net zoals in het Pools wordt de ł als een bilabilale (Zuid-Nederlandse of Engelse) w en de w als een v uitgesproken:
| Wymysoojs | Duits          | Nederlands     | Fries          | Engels                       |
| --------- | -------------- | -------------- | -------------- | ---------------------------- |
| ałan      | allein         | alleen         | allinne        | alone                        |
| ana an    | und            | en             | en             | and                          |
| bryk      | Brücke         | brug           | brêge          | bridge                       |
| duł       | dumm           | dom            | dom            | dull                         |
| fuylgia   | hören [folgen] | horen [volgen] | heare [folgje] | to hear [to follow]          |
| ganc      | ganz           | gans           | gâns           | entirely                     |
| gyrycht   | Gericht        | gerecht        | gerjocht       | court                        |
| dyr hymół | Himmel         | hemel          | himel          | heaven                       |
| muter     | Mutter         | moeder         | mem            | mother                       |
| myttółt   | Mittel         | middel         | middel         | middle                       |
| nimanda   | niemand        | niemand        | nimmen         | no-one                       |
| ny        | nein           | nee            | nee            | no                           |
| ödum      | Atem           | adem           | azem           | breath (maar Oudengels: ǽðm) |
| öwyt      | Abend          | avond          | jûn            | evening                      |
| śraeiwa   | schreiben      | schrijven      | skriuwe        | to write                     |
| syster    | Schwester      | zuster         | suster         | sister                       |
| śtaen     | Stein          | steen          | stien          | stone                        |
| trynkia   | trinken        | drinken        | drinke         | to drink                     |
| wełt      | Welt           | wereld         | wrâld          | world                        |
| wynter    | Winter         | winter         | winter         | winter                       |
| zyłwer    | Silber         | zilver         | sulver         | silver                       |
| zyjwa     | sieben         | zeven          | sân            | seven                        |

## Voorbeelden
Een wiegeliedje in Wymysoojs met Nederlandse vertaling:
Śłöf duy buwła fest!
Skumma frmdy gest,
Skumma muma ana fettyn,
Z' brennia nysła ana epułn,
Śłöf duy Jasiu fest!
Slaap, mijn jongen, vast!
Er komen vreemde gasten,
Er komen tantes en ooms,
Ze brengen noten en appels,
Slaap, mijn Jantje, vast!
Het Onzevader in het Wymysoojs:
Ynzer Foter, dü byst ym hymuł,
Daj noma zuł zajn gywajt;
Daj Kyngrajch zuł dö kuma;
Daj wyła zuł zajn ym hymuł an uf der aot;
dos ynzer gywynłichys brut gao yns haojt;
an fercaj yns ynzer siułda,
wi wir aoj fercajn y ynzyn siułdigia;
ny łat yns cyn zynda;
zunder kaonst yns reta fum nistgüta.
[Do Dajs ej z Kyngrajch an dy maocht, ans :łaowa uf inda.]
Amen